# Isla Winter (Estados Unidos)
La isla Winter es una isla conectada por un paso elevado en Salem, Massachusetts, Estados Unidos. Se compone de unos 45 acres (180 000 m²). La isla tiene alrededor de una docena de residencias en el extremo norte y una carretera, Winter Island Road. La isla entera fue introducida en el Registro Nacional de Lugares Históricos como Winter Island Historic District y el Distrito Arqueológico en 1994.

## Atracciones
El parque Winter Island Marine está situado en el antiguo emplazamiento de la Base del Fuerte Pickering, de la Guardia Costera. Es un parque de embarcaciones de recreo abierto al público. El parque ocupa la porción sur de la península.
Los principales atractivos del parque son el histórico Fuerte Pickering, el faro del Fuerte Pickering, el puerto de Salem, una rampa para botes de lanzamiento, y el hangar de la Guardia Costera. El Fuerte Pickering se enumera por separado en el Registro Nacional de Lugares Históricos.